# Masacre de Lapa
La Masacre de Lapa (16 de diciembre de 1976) fue una operación del ejército brasileño contra el Comité Central del Partido Comunista de Brasil (PCdoB) -ubicado en la Rua Pio XI, nº 767, en el barrio de Lapa en São Paulo- que culminó con las muertes de tres de los líderes del partido. En ese momento, el PCdoB operaba de forma clandestina debido a la prohibición impuesta a su existencia por la dictadura militar.

## Motivaciones
Según la investigación interna del partido, la operación fue posible porque Manoel Jover Telles había traicionado a sus compañeros, informando al Ejército del día y lugar de la reunión del Comité Central. Telles, detenido a mediados de 1976, habría negociado con los órganos de represión política y habría proporcionado información sobre la próxima reunión del Comité Central (CC) del PCdoB. "[Telles] dio día y hora para 150 mil entregados a su hija, en Porto Alegre", confirmó el general Leônidas Pires Gonçalves, durante una entrevista.

## Víctimas
João Batista Franco Drummond, detenido la víspera, por la tarde, luego de salir de su casa, fue trasladado al DOI/CODI, donde murió bajo tortura, en las primeras horas de la mañana. En la incursión murieron Ângelo Arroyo y Pedro Pomar. Otros cinco miembros: Elza Monnerat, Haroldo Lima, Aldo Arantes, Joaquim Celso de Lima y Maria Trindade fueron detenidos y torturados. José Novaes y Manoel Jover Telles lograron escapar de prisión.